# Harax
Harax est un palais construit par le grand-duc Georges Mikhaïlovitch de Russie à Haspra, en Crimée.

## Histoire
En 1869, le grand-duc Michel Nikolaïevitch de Russie acquiert un domaine à Haspra, en Crimée. Des années plus tard, en 1909, son fils, le grand-duc Georges Mikhaïlovitch de Russie demande à l'architecte Nikolaï Krasnov d'y édifier un palais, baptisé Harax en référence à un ancien camp romain trouvé non loin. Pendant quelques années, le grand-duc, sa femme Marie de Grèce et leurs deux filles y séjournent une partie de l'année.
Après la Révolution russe, le palais est nationalisé. En 1922, le régime soviétique transforme Harax en sanatorium. Lourdement endommagé durant la Seconde Guerre mondiale, le palais est rebaptisé Dnieper en 1955. En 1987, le palais est finalement transformé en musée archéologique.

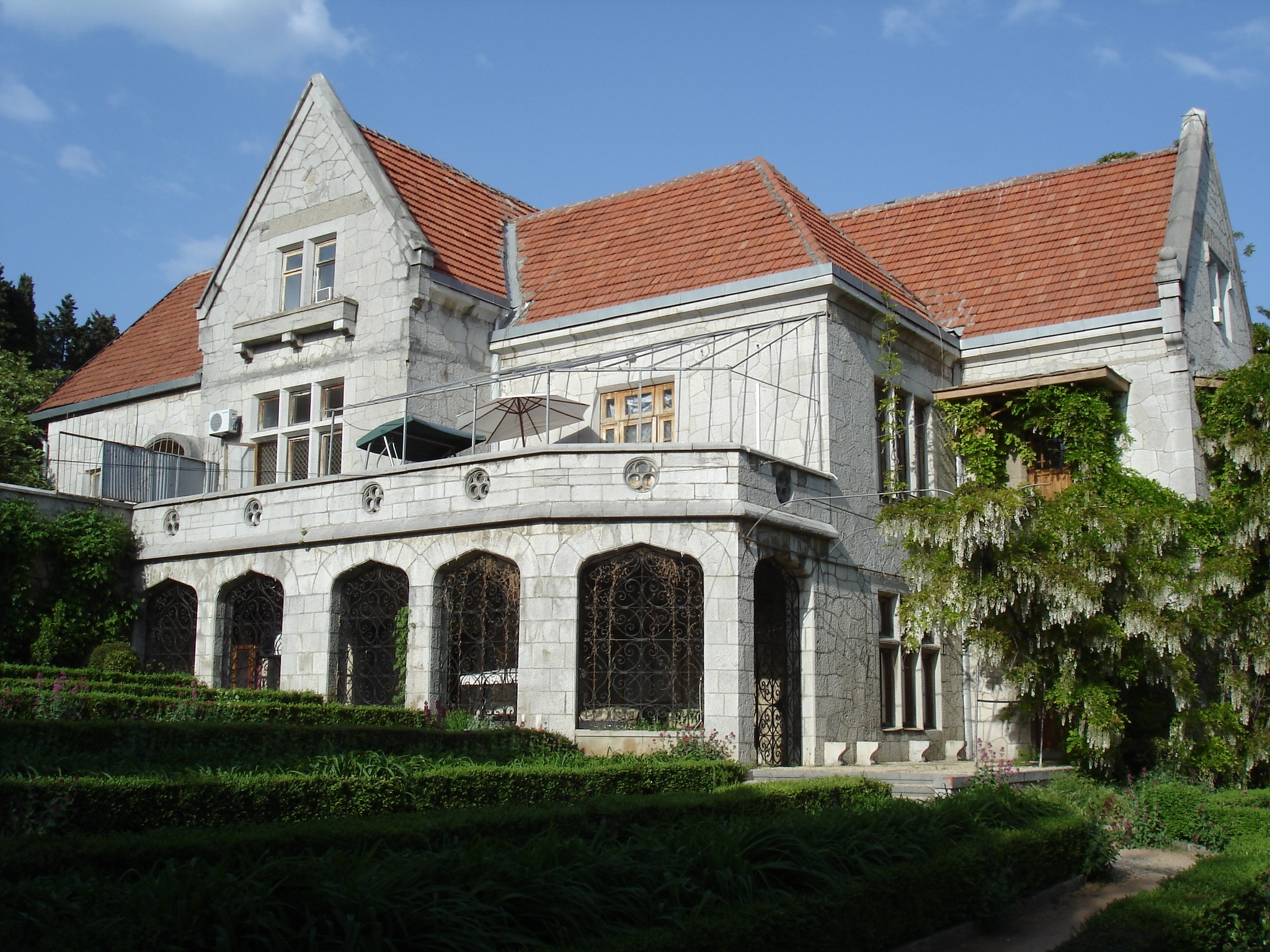
Harax, en 2012.